# Takifugu pseudommus
Takifugu pseudommus är en fiskart som först beskrevs av Chu 1935.  Takifugu pseudommus ingår i släktet Takifugu och familjen blåsfiskar. Inga underarter finns listade i Catalogue of Life.